# Meuschenia trachylepis
Meuschenia trachylepis es una especie de peces de la familia Monacanthidae en el orden de los Tetraodontiformes.

## Morfología
Los machos pueden llegar alcanzar los 40 cm de longitud total.

## Hábitat
Es un pez de mar de clima subtropical y asociado a los  arrecifes de coral que vive entre 10-40 m de profundidad.

## Distribución geográfica
Se encuentra en Australia.

## Observaciones
Es inofensivo para los humanos.